# Kinnareemimus
Kinnareemimus khonkaenensis
Genre
Espèce
Kinnareemimus est un genre de dinosaures théropodes du Crétacé supérieur retrouvé en Thaïlande.

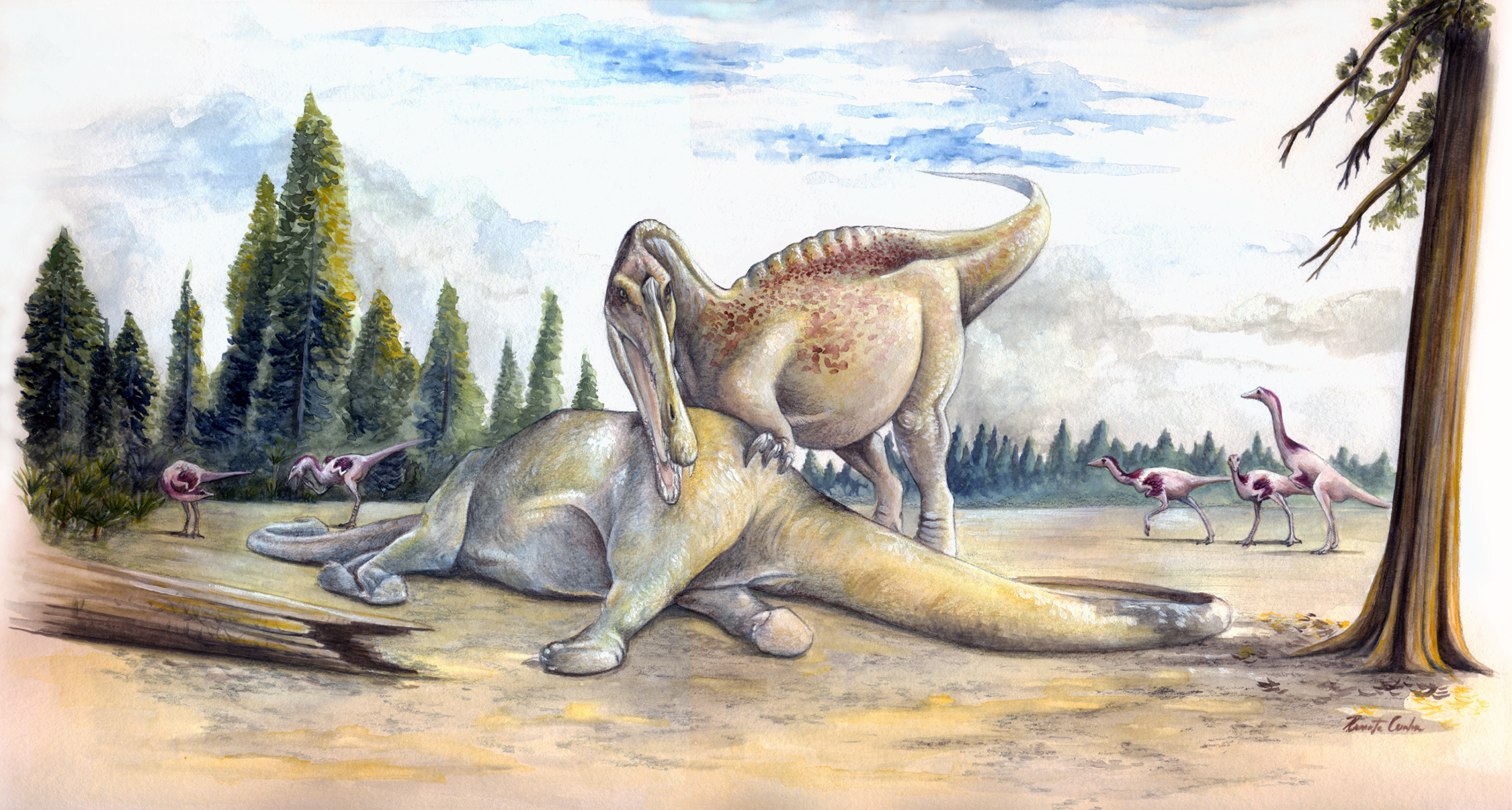
Reconstitution d'un paysage de la avec un spinosauride mangeant un sauropode au centre et des Kinnareemimus à l'arrière-plan.

L'espèce type et unique espèce rattachée au genre, Kinnareemimus khonkaenensis, a été décrite par Éric Buffetaut, Varavudh Suteethorn et Haiyan Tong en 2009. Le nom générique a été donné en l'honneur des Kinnaris, « des êtres gracieux de la mythologie thaï, avec le corps d'une femme et les jambes d'un oiseau, réputés avoir habité les profondeurs de la forêt légendaire Himavanta, par allusion aux pieds d'oiseaux de ce dinosaure,. » Le nom a été souligné pour la première fois en 1999 par Sasithorn Kamsupha, puis sous le nom de Ginnareemimus en 2000 par Ryuichi Kaneko.
Le genre est basé sur des fossiles partiels de vertèbres, pubis, métatarse et fibula retrouvés dans une strate datée du Valanginien au Hauterivien de la formation géologique de Sao Khua (en), à Phu Wiang, dans la province de Khon Kaen.
Classé chez les ornithomimosaures, il serait l'un des plus vieux genres de ce clade. Selon Buffetaut et al., les fossiles de Kinnareemimus pourraient indiquer une origine asiatique pour les ornithomimosaures évolués.